# Blehers Rotkopfsalmler
Blehers Rotkopfsalmler (Petitella bleheri; Synonym: Hemigrammus bleheri) ist ein Fisch aus der Salmlerfamilie der Acestrorhamphidae. Seine ursprüngliche Heimat liegt im nordwestlichen Brasilien sowie im südlichen Kolumbien am Amazonas. Der deutsche Name „Rotkopfsalmler“ wurde bereits 1967 von dem Coburger Großhändler für Zierfische, Otto Schultze, geprägt. Schultze hatte vor dem Zweiten Weltkrieg das Aquarium im Münchner Tierpark Hellabrunn betreut. Nach ihm ist der Panzerwels Corydoras schultzei benannt worden.

## Natürlicher Lebensraum

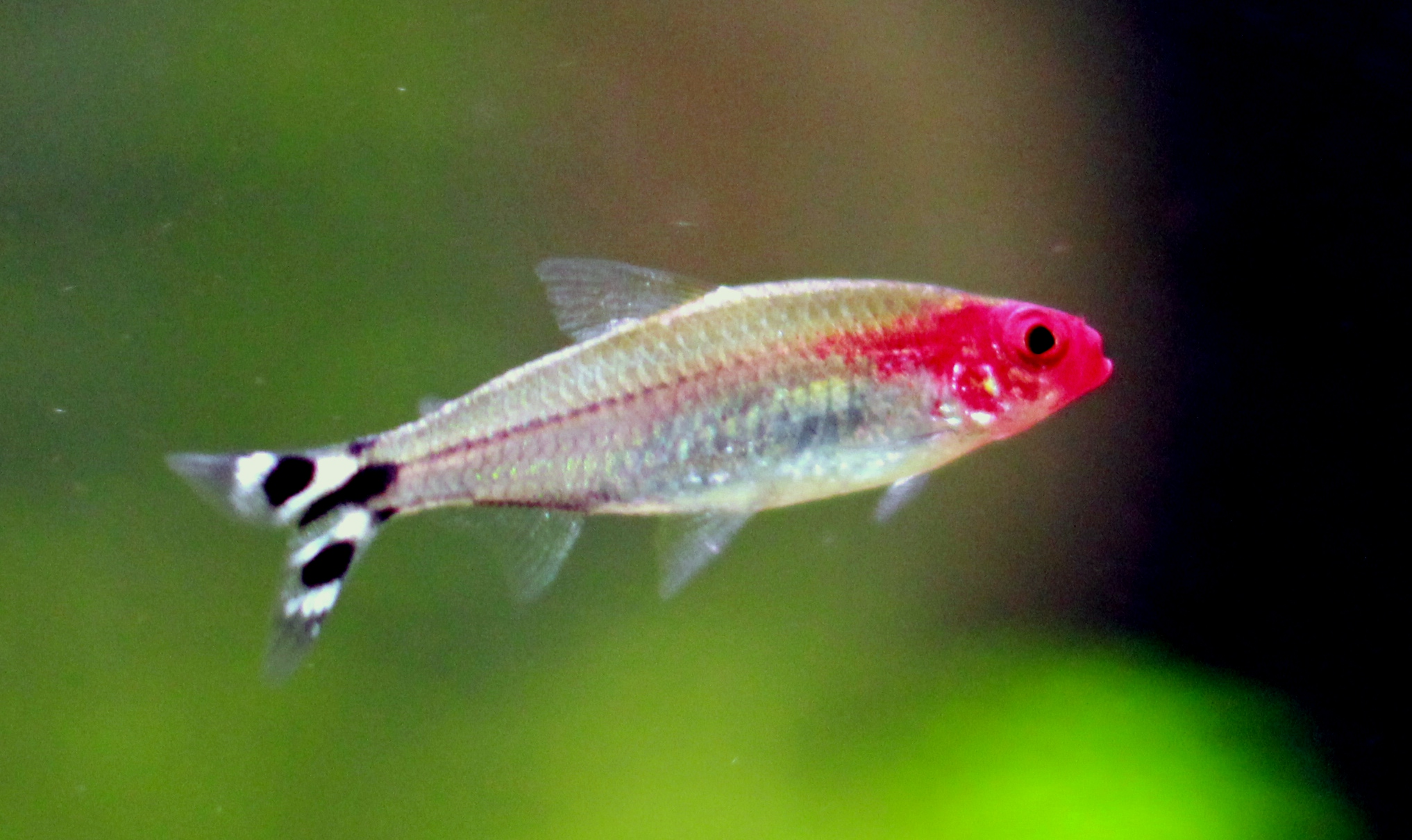
Petitella bleheri

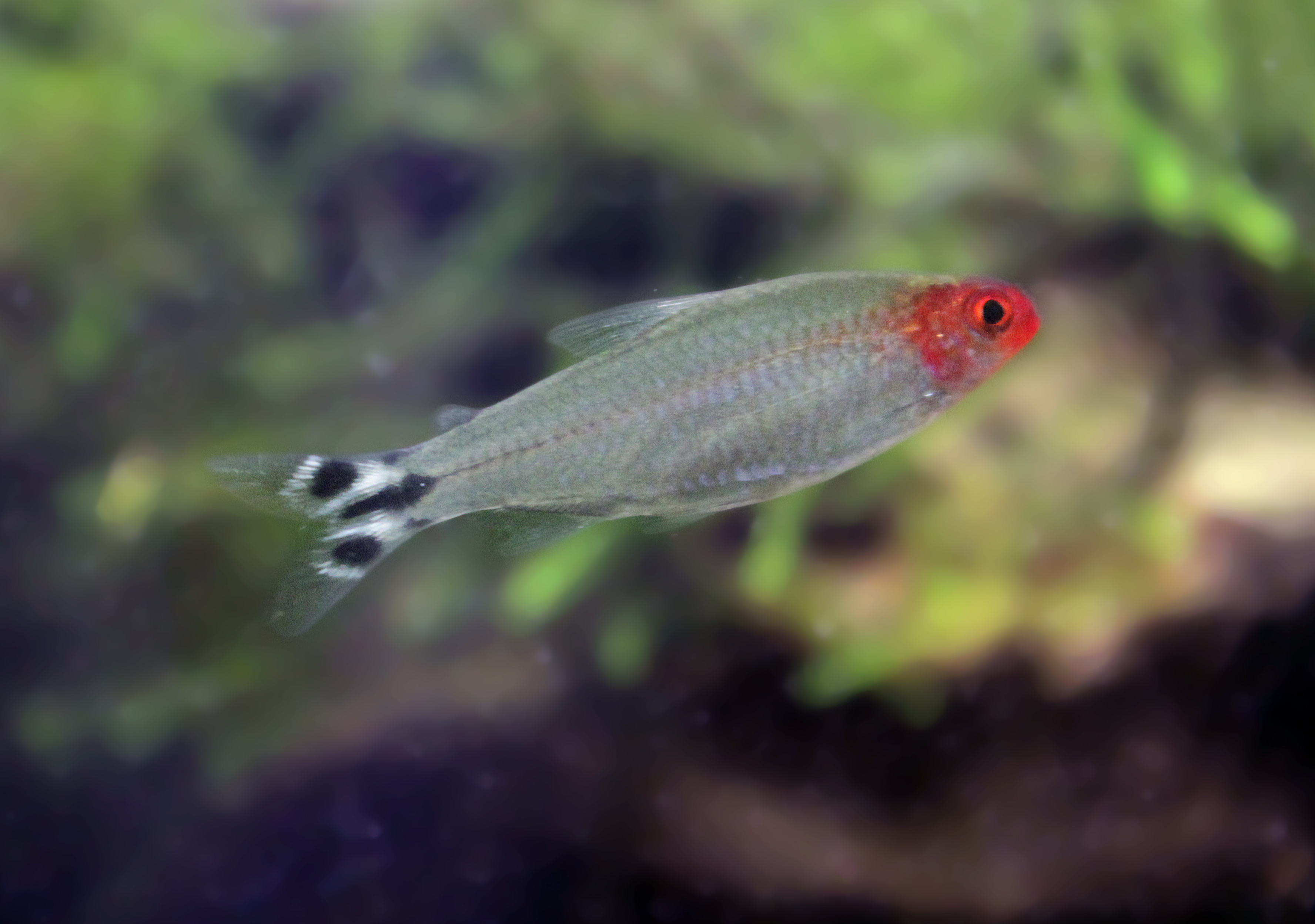
Petitella rhodostomus

Der ausgesprochen lebhafte und friedliche Schwarmfisch fühlt sich in strukturreichen und dunkleren Umgebungen besonders wohl. Bevorzugte Umgebungen sind Habitate, in denen der Pflanzenwuchs nicht überhandnimmt, doch einige dichtere Pflanzenverstecke vorhanden sind. Der Ichthyologe Rüdiger Riehl (1949–2012) gab 2004 an, dass Blehers Rotkopfsalmler als Schwarzwasserfisch anzusehen ist. Ulrich Schliewen, Ichthyologe und Sektionsleiter der Zoologischen Staatssammlung München, hingegen stellte 2011 als ursprüngliche Heimatgewässer Klar- und Schwarzwasserbäche fest, während der Biologe Jürgen Schmidt bereits 2001 geschrieben hatte, dass Blehers Rotkopfsalmler alle Gewässertypen, bevorzugt kleine Seitenbäche und Altarme, bewohnt. Somit können auch Weißwasserbäche zu seinem Refugium gehören. Mit dieser Feststellung wird auch deutlich, wie groß die Bandbreite der Lebensräume des Petitella bleheri sein kann. Die meisten Gewässer Amazoniens sind Schwarzwasserbiotope und werden durch Niederschlagswasser gebildet. Sie haben pH-Werte im sauren bis extrem sauren Bereich und sind sehr arm an gelösten Mineralien. Damit ist ihre elektrische Leitfähigkeit und die Gesamt- wie Karbonathärte äußerst gering. Da die Mineralienarmut der Schwarzwasser vielfach nur noch geringfügig vom Salzgehalt destillierten Wassers entfernt ist, unterscheidet sich die Chemie beider Wasserarten kaum.
Als Typusfundort der Art wird häufig ganz allgemein der Rio Negro, im Speziellen auch der mittlere Rio Negro in Brasilien angegeben. Er findet sich auch an dessen rechtem Nebenfluss, dem Río Vaupés, der aus Kolumbien kommend, auf brasilianischem Gebiet in den Rio Negro abfließt. Daneben lebt der Rotkopfsalmler in Teilen der Einzugsgebiete des oberen kolumbianischen Orinoko und des in den Orinoko abfließenden Río Meta. Der Biologe Wolfgang Staeck beobachtete den Fisch zudem im Einzug des unteren Río Inírida, der über den Río Guaviare ebenfalls in den Orinoko entwässert.
Echte Wasserpflanzen sind im Schwarzwasser nicht sehr häufig anzutreffen, da das Licht meist nicht weit in das Gewässer eindringen kann. Durch die Niederschläge ist das Wasser jedoch mit organischen Substanzen aus den Dschungelböden angereichert, die hohe Humin- und Tanningehalte aufweisen. Viele Salmlerarten leben daher eher in den Bereichen, an denen sich Klar- und Schwarzwasser mischen. Diese Mischgewässer sind in den Tropen nicht selten. Auch die oftmals stark angesäuerten Klarwasserbiotope Amazoniens sind ähnlich wie die Schwarzwasser nährstoffarm. Ihr Wasser, das keine Trübstoffe und kaum organische Bestandteile führt, stammt aus Gebieten, in denen es keine oder nur sehr wenige Mineralien aus Böden oder Gestein aufnehmen konnte. Die wenigen gelösten Mineralien führen dazu, dass auch dieser Gewässertyp ebenfalls stark an destilliertes Wasser erinnert. Typische pH-Werte liegen in den Bereichen von 4,4 bis 6,6, wobei der äußerst geringe Stickstoffgehalt die hohe Reinheit des Wassers zeigt. Der Amazonas selbst ist ein Weißwasserfluss mit einer sehr geringen Härte, dessen pH-Wert zwischen 6,5 und 6,9 schwankt und manchmal auch den Neutralwert von 7 erreicht. Die Gesamt- und Karbonathärte des Flusses erreicht häufig Werte von 1–2 °dGH. Sonnenlicht dringt in das sedimentreiche, trübe Gewässer nur wenige Zentimeter tief ein, so dass echte Wasserpflanzen fehlen. Ihren Platz nehmen Sumpf- und Schwimmpflanzen ein. Die Weißwasser stammt aus erdgeschichtlich jungen Bereichen und führen eine Vielzahl an gelösten Substanzen.

## Merkmale
Blehers Rotkopfsalmler hat eine charakteristische, signalfarbene Zeichnung mit einem blutroten Kopf und einem schwarzweiß gebänderten Schwanz. Auch die Iris besitzt eine rote Färbung. Man vermutet, dass diese Musterung dazu dient, im trüben Wasser Richtungsänderungen des Schwarms mitzuteilen. Er teilt diese Farben mit Petitella rhodostomus aus dem Unteren Amazonas und dem etwas größeren Georgies Rotkopfsalmler (Petitella georgiae), der auch unter dem Namen „Peru-Rotkopfsalmler“ bekannt wurde, und vor allem im peruanischen Oberen Amazonasgebiet lebt. Blehers Rotkopfsalmler ist schlank und mindestens bis zu 4,5 Zentimeter lang, wobei die Weibchen fülliger sind. Schmidt (2001) gab als Endgröße des Fisches fünf Zentimeter und Schliewen (2017) sogar 5,5 Zentimeter an.
Blehers Rotkopfsalmler sieht Petitella rhodostomus (Ahls Rotmaulsalmler) und Petitella georgiae (Georgies Rotkopfsalmler) sehr ähnlich. Ahls Rotmaulsalmler besitzt im Gegensatz zu Blehers Rotkopfsalmler jedoch ein schmales dunkles Längsband, das mittig vom Ansatz der Schwanzflosse über den Schwanzstiel verläuft und zur Körpermitte hin immer heller wird. Die Rotfärbung beim Rotmaulsalmler ist zudem meist noch etwas intensiver und lediglich auf den Kopf begrenzt. Bei Blehers Rotkopfsalmler zieht sich die Rotzeichnung über den Kiemendeckel hinaus. Georgies Rotkopfsalmler zeichnet sich ebenfalls durch einen dunklen Streifen auf seinen Flanken aus, doch ist dieser ebenfalls mittig von der Schwanzflosse über den Schwanzstiel verlaufende schwarze Streifen deutlich breiter ausgeprägt als beim Rotmaulsalmler. Des Weiteren besitzt er eine markante schwarze Linie am Ansatz der Afterflosse. Zudem umfasst die Rotfärbung am Kopf des Petitella georgiae in der Regel weitgehend nur das obere Drittel des Fischkopfes und reicht ebenfalls nicht über die Kiemen hinaus.

## Verhaltensweisen
Wie die Arten der Gattung Hemigrammus laicht er paarweise frei zwischen feingliedrigen Wasserpflanzen, wobei Blehers Rotkopfsalmler gerne auch als Laichräuber auftritt. Die laichende Mutter ist jedoch bereit, ihre Brut zu verteidigen. Sie verjagt andere Fische, die sich dem Laich nähern. Die Jungfische schlüpfen nach 30 bis 36 Stunden und sind nach dem vierten Tag freischwimmend. Die Bedeutung von stetigem Frischwasser für den Laich wird deutlich, wenn beachtet wird, dass der Fisch in seiner heimischen Umgebung den Laich offenbar in Fließgewässern absetzt. Im Gegensatz zu den künstlichen Parametern, die in Aquarien herrschen und der möglichen Bandbreite an Temperaturen und pH-Werten in den natürlichen Habitaten, gibt es dort doch auch einige wichtige Werte, die nur geringen Schwankungen ausgesetzt sein dürfen. Besonders gilt das für den Gehalt an härtebildenden Salzen und den durch Menschen verursachten Verunreinigungen. Das macht deutlich, dass Blehers Rotkopfsalmler in Bezug auf die Härte und Sauberkeit des Wassers keine große Anpassungsfähigkeit besitzt. Der Schweizer Züchter Hugo Benninger machte mit stark strömendem, unbelastetem und sehr sauberem Wasser, das eine möglichst niedriger Leitfähigkeit (20 μS/cm) besitzt, sehr gute Erfahrungen in Bezug auf das Fortpflanzungsverhalten und die  Entwicklung von Laich und Larven. Wie bei den meisten Salmler sind auch die Verhaltensweisen und Gewohnheiten der Rotnasen nicht mit denen der echten Schwarmfische, beispielsweise den Heringen, zu vergleichen.

## Systematik und Taxonomie
Die von dem französischen Ichthyologen Jacques Géry (1917–2007) und dem österreichischen Entomologen Volker Mahnert (1943–2018) im Jahre 1986 erstbeschriebene Art wurde nach dem deutschen Ichthyologen Heiko Bleher, benannt, der den Fisch 1965 entdeckt hatte. Lange Zeit wurde Blehers Rotkopfsalmler mit dem 1924 durch den deutschen Ichthyologen Ernst Ahl (1898–1945) erstbeschriebenen Rotmaulsalmler gleichgesetzt und optische Unterschiede als natürliche Varietät wahrgenommen, bevor durch weitere Forschungen klar wurde, dass die Rotnasen insbesondere durch Unterschiede in der Färbung und der Schädelknochenmorphologie als eigenständige Art anzusehen sind. Bis heute kommt es durch die ursprüngliche Gleichsetzung der Arten immer noch zu Verwechslungen, zumal wenn auf Teile der älteren Literatur zurückgegriffen wird.
Bei einer phylogenetischen Untersuchung der inneren Systematik der Characidae, den Forschungen im Zusammenhang mit einer Revision der Gattung Astyanax und einer Mitte 2020 veröffentlichten Studie über die nähere Verwandtschaft der Neonfische (Paracheirodon) wurde festgestellt, dass Blehers Rotkopfsalmler nahe mit Georgies Rotkopfsalmler (Petitella georgiae) verwandt ist und dessen Schwesterart darstellt. Blehers Rotkopfsalmler und Ahls Rotmaulsalmler, ursprünglich zu Hemigrammus gehörend, wurden daraufhin in die Gattung Petitella gestellt.

## Aquaristik

### Haltung und Pflege
Vorinformationen
Das deutsche Tierschutzgesetz (TierSchG) verlangt, dass alle zu pflegenden Tiere ihrer Art und ihren Bedürfnissen entsprechend ernährt, gepflegt und verhaltensgerecht untergebracht werden müssen. Niemand darf einem Tier ohne vernünftigen Grund Schmerzen, Leiden oder Schäden zufügen. Zudem müssen Halter über die für eine angemessene Ernährung, Pflege und verhaltensgerechte Unterbringung des Tieres erforderlichen Kenntnisse und Fähigkeiten verfügen. In ähnlicher Weise bestimmt das Tierschutzgesetz in Österreich, dass keinem Tier ungerechtfertigt Schmerzen, Leiden oder Schäden gefügt werden dürfen oder es in schwere Angst versetzt werden darf. Dort sind Tiere auch so zu halten, dass ihre Körperfunktionen und ihr Verhalten nicht gestört und ihre Anpassungsfähigkeit nicht überfordert wird. In der Schweiz kommt neben ähnlichen Aspekten auch die Würde, der Eigenwert eines Tieres, zum Tragen. Tiere sind kein Spielzeug und gehören daher nicht in Kinderhände.
Vor dem Kauf eines Aquariums müssen entsprechende Informationen zur Haltung in ausreichendem Maße vorhanden sei. Reine Kurzinformationen vom Händler oder sich oftmals widersprechende Angaben aus dem Internet reichen nicht, daher sollte zu jeder Art vor ihrem Kauf auch Fachliteratur angeschafft werden. Für einen Großteil der vom Menschen gepflegten wasserlebende Tiere gilt, dass deren Haltung, je kleiner ein Aquarium geplant ist, umso komplizierter wird, da ein stabiles Gleichgewicht der komplexen biologisch-ökologischen Strukturen und Funktionen der abiotischen und biotischen Prozesse schwerer zu erreichen ist. Gerade in Gesellschaftsaquarien wird schnell klar, wie brüchig und instabil ein ansonsten intakter Lebensraum bei menschlichen Fehlleistungen werden kann. Hier können mit entsprechend angeeigneten Informationen Anfängerfehler vermieden werden.
Umgang mit dem Fisch
Blehers Rotkopfsalmler, der heute als Nachzucht im Handel angeboten wird und eine kräftigere Statur besitzt, als Wildfänge, ist ein sehr schwimmfreudiger und aktiver Fisch und muss, wie fast alle Salmler, in größeren Gruppen gepflegt werden, um sich richtig wohlzufühlen. Dennoch schließen sich die Rotnasen nur dann zu Gruppen zusammen, wenn sie sich verunsichert oder bedroht fühlen. Das geschieht fast immer, wenn Personen zu nahe an das Aquarium herantreten oder wenn im Becken gearbeitet werden muss. Ansonsten trennen sich die Tiere gerne auf und schwimmen ihres eigenen Weges. Keinesfalls darf ein Becken mit Rotkopfsalmlern in einer hektischen Umgebung stehen, denn die Fische brauchen für ein langes, gesundes Leben eine etwas abgeschiedenere Umgebung mit viel Ruhe, um sich sicher und wohlzufühlen. Daher ist das Aquarium unter anderem so aufzustellen, dass es vor anderen Haustieren wie Katzen, aber auch vor kleinen Kindern sicher ist. Es sollte auch nicht an Orten stehen, an denen es ein ständiges Hin und Her gibt. Neben genügend Freiräumen zum Schwimmen sind artgerechte Verstecke im Becken unbedingt notwendig, da Rotkopfsalmler, auch als Jungtiere sehr schreckhaft sind und beispielsweise auch bei einem zu hektischen Wasserwechsel oder beim Säubern des Aquariums immer die Gefahr besteht, dass Tiere aus dem Aquarium springen. Fühlen sich Rotkopfsalmler unwohl, wurden gerade umgesiedelt oder gerade erst wach, ist die rote Färbung der Tiere in der Regel sehr blass. Erholen sich die Tiere nicht und bleibt die blasse Färbung erhalten, stimmt irgendetwas nicht. Wie aus den Beschreibungen seiner natürlichen Umgebung deutlich wird, bekommt Blehers Rotkopfsalmler in der Natur stetig Frischwasser. Durch regelmäßige Wasserwechsel kann diese Tatsache simuliert werden. Da Petitella bleheri bis zu acht Jahre alt werden kann, sollten sich Halter entsprechend vorbereiten.
Aquarium
Schliewen gab 2011 als Mindestgröße für ein Artaquarium 80 × 35 × 40 Zentimeter an. Damit hatte er seine Mindestangaben von 1998 nach oben korrigiert, da er damals noch ein 60 Zentimeter langes Becken für ausreichend hielt. Auch für Schmidt war 2001 ein Aquarium ab 80 Zentimetern Seitenlänge notwendig. Zumindest sollte nach Schmidt das Becken 100 Liter Wasser fassen können. Als Besatz hielt Schliewen 2011 eine Mindestanzahl von zehn Tieren für notwendig. Die Aquariumseinrichtung sollte dabei locker bepflanzt und dunkel sein, wobei eine leichte Strömung zum natürlichen Lebensraum gehöre. Um den Lichteinfall etwas zu verringern, können Schwimmpflanzen ihren Beitrag leisten. Zusätzlich werten Wurzeln den Lebensraum der Fische auf. Mit einem dunklen Bodengrund werden die Farben des Tieres hervorgehoben. Ein Gesellschaftsbecken sollte eine Größe ab 100 Zentimetern Länge besitzen.
Wasserwerte
Für die Haltung der Rotnasen empfehlen Experten teils recht abweichende Werte. Die deutsche Gesamthärte soll nach Schmidt (2001) bei 2–16 °dGH liegen. Der pH-Wert wird von Schmidt (2001) bei 5,0–7,0, von Riehl (2004) bei 6,0–6,5 und von den Autoren Oliver Knott und Chris Lukhaup (2013) bei 6,0–7,0 angegeben. Riehl definiert die Karbonathärte mit „härter als 4°KH“. Die notwendige Wassertemperatur beträgt nach Schmidt (2001) und Schliewen (2017) 22–26 °C. Der Zoologe Heinz Mehlhorn und der Biologe Günter Schmahl (beide 1992) nannten 23–26 °C, bei Knott und Lukhaup (2013) werden 25–27 °C; angegeben. Riehl war hingegen der Meinung, dass eine Temperatur von 25–28 °C angebracht sei. Benninger ging 2001 davon aus, dass es auch in den natürlichen Habitaten des Fisches Temperatur- und pH-Wert-Schwankungen gibt. Damit erklärte er sich die gute Anpassungsfähigkeit dieser Tiere. Da zu hohe Nitratwerte schädlich für Blehers Rotkopfsalmler sind, sollte auf regelmäßige Wasserwechsel geachtet werden.
Fütterung
Die Fütterung kann mit allen gängigen kleinen Futtersorten erfolgen. Blehers Rotkopfsalmler nimmt Trockenfutter problemlos an, doch zu einer erfolgreichen Haltung sollte als hochwertige Nahrungsergänzung immer auch Frostfutter gegeben werden, wobei Mückenlarven sehr gerne genommen werden und einen optimalen Nährwert besitzen. Auch Lebendfutter kann ohne weiteres gegeben werden, ist bei den Rotnasen aber kein Muss. Ein Überfüttern muss vermieden werden, da sonst nicht nur die lebensnotwendigen Wasserwerte kippen können, sondern auch die Fische leiden, da sie keine natürliche Bremse bei der Nahrungsaufnahme kennen und die Gefahr besteht, dass sich die Tiere überfressen. Aquariumfische können an Übergewicht leiden und damit ihre Gesundheit verlieren.
Vergesellschaftung
Blehers Rotkopfsalmler ist gut mit anderen Salmlern zu vergesellschaften. Der Fachbuchautor Bernd Degen kann sich auch Diskusfische als Partner für die Rotnasen vorstellen. Neben den Diskusfischen sieht Schliewen auch Zwergbuntbarsche als ideale Gesellschaftsfische an, wobei für die beiden letztgenannten Arten gilt, dass das Aquarium eine Mindestgröße von 100 Zentimetern besitzen muss. Als weitere Partner im Gesellschaftsbecken sind Panzerwelse und Ohrgitter-Harnischwelse möglich.
Nachzucht
Nach Schmidt (2001) gelingt die Nachzucht bereits in einem kleinen Artaquarium ab 40 Zentimetern für den Ansatz eines Paares. Als Ausstattung gibt er einen Laichrost sowie etwas Javamoos an. Aufgrund der bereits genannten Schreckhaftigkeit und der möglichen Gefahr eines Herausspringens aus Aufzuchtbehältern von Jungtieren ist darauf zu achten, dass der Wasserspiegel mindestens zwei bis drei Zentimeter unter der oberen Aquarienkante liegt. Die Jungen müssen mit der kleinsten Art von Süßwasserplankton gefüttert werden, da sie wirklich sehr klein sind. Wie bereits erwähnt, sollten sie nicht mit den Alttieren zusammenkommen, da sie gerne gefressen werden. Benninger gab als Zuchttemperatur zwischen 26 und 30 °C an, sah einen variablen pH-Wert zwischen 5,5 und mindestens 7 als möglich an und empfahl die Nutzung eines Ionenaustauschers oder einer Umkehrosmoseanlage. Blehers Rotkopfsalmler ist ein „Nachtlaicher“, der noch vor der Morgendämmerung ablaicht. Der Laich ist nicht lichtempfindlich, doch sollte er trotzdem abgedunkelt werden, da die Larven dem Licht ausweichen.

### Rechtsvorschrift in Österreich
In Österreich sind die Mindestanforderungen zur Haltung von Fischen in der Verordnung 486 im §7 und deren Anlage 5 definiert. Siehe dazu auch den Wikipedia-Eintrag Zierfische. Speziell für Rotkopfsalmler gilt zusätzlich: Es müssen mindestens 5 Tiere dieser Art gehalten werden und folgende Grenzwerte sind einzuhalten:
|                                  | Wert         | Anmerkung                         |
| -------------------------------- | ------------ | --------------------------------- |
| Mindestgröße des Aquariums       | 80 × 35 × 40 | Länge × Breite × Höhe in [cm]     |
| Bereich für die Wassertemperatur | 22 – 29      | Grad Celsius [°C]                 |
| Bereich für die Wasserhärte      | 0 – 15       | Grad deutscher Gesamthärte [⁰dGH] |
| Bereich pH-Wert                  | 5,0 – 8,0    | Säuregrad                         |
| Maximalwert Nitrat               | 50           | [mg/l]                            |

## Belege
1. 1 2  Petitella bleheri im Catalog of Fishes (englisch)
2. 1 2 3 4 5  Birgit Mehlhorn, Heinz Mehlhorn, Günter Schmahl: Gesundheit für Zierfische. Parasiten erkennen und bekämpfen. Springer, Berlin/Heidelberg 1992, ISBN 3-540-55535-8, S. 150.
3. 1 2 3 4  Ulrich Schliewen: Praxishandbuch Aquarium. Mit über 400 Fischarten, Amphibien und Wirbellosen im Portrait. Gräfe und Unzer, München 2017, ISBN 978-3-8338-6139-0, S. 181.
4. ↑  Heiko Bleher: The Most Spectactular Rummy-nose – An odyssey in search of the fiery Hemigrammus bleheri. In: Tropical Fish Hobbyist. T.F.H. Publication, New Jersey April 1987, S. 10–21.
5. ↑  Tropentierhandel Coburg Otto Schultze Nachf. Dipl. Biol. Christian Schulz, handelsregister-online.de
6. ↑  Maximilian Holly: Vier noch nicht beschriebene Corydoras-Arten. In: Anzeiger der Akademie der Wissenschaften in Wien. Band 77, 1940, S. 107–112; hier: S. 112.
7. 1 2 3 4 5  Oliver Knott, Chris Lukhaup: Aquascaping. Aquarienlandschaften gestalten. Gräfe und Unzer, München 2013, ISBN 978-3-8338-2411-1, S. 251.
8. 1 2 3 4 5 6 7 8 9  Rüdiger Riehl: Aquarien Atlas. Band 3, Mergus, Melle 2004, ISBN 3-88244-053-8, S. 130.
9. 1 2 3 4 5 6 7 8 9 10  Jürgen Schmidt: Salmler (= Ihr Hobby). Bede, Ruhmannsfelden 2001, ISBN 3-931792-74-9, S. 66.
10. 1 2  Wolfgang Staeck: Salmler aus Südamerika. Lebensräume und Pflege im Aquarium. Daehne, Ettlingen 2008, ISBN 978-3-935175-41-8, S. 30.
11. 1 2 3 4 5  Jürgen Schmidt: Salmler. Faszination Aquarienfischzucht. Bede, Ruhmannsfelden 1998, ISBN 3-931792-41-2, S. 10.
12. ↑  Wolfgang Staeck: In der Natur beobachtet: Rotkopfsalmler. In: Die Aquarien- und Terrarienzeitschrift. Band 72, Nr. 10 (2019), S. 28–31.
13. ↑  Wolfgang Staeck: In der Natur beobachtet: Rotkopfsalmler. In: Die Aquarien- und Terrarienzeitschrift. Band 72, Nr. 10, 2019, S. 28–31.
14. 1 2  Wolfgang Staeck: Salmler aus Südamerika. Lebensräume und Pflege im Aquarium. Daehne, Ettlingen 2008, ISBN 978-3-935175-41-8, S. 31.
15. ↑  Wolfgang Staeck: Salmler aus Südamerika. Lebensräume und Pflege im Aquarium. Daehne, Ettlingen 2008, ISBN 978-3-935175-41-8, S. 33.
16. ↑  Joachim Stengert: Pflege und Zucht des Peru-Rotkopfsalmlers. In: Die Aquarien- und Terrarien-Zeitschrift. Nr. 5, 1990, S. 281 ff.; hier: S. 281.
17. ↑  Günther Sterba: Süßwasserfische der Welt. Ulmer, Stuttgart 1987, ISBN 3-8001-7165-1, S. 119.
18. 1 2 3 4 5 6  Ulrich Schliewen: Aquarienfische von A bis Z. Über 300 beliebte Süßwasserfische. Mit schönen Kleinstfischen fürs Nano. (= Der große Kompass). Gräfe und Unzer, München 2011, ISBN 978-3-8338-2191-2, S. 42.
19. ↑  Jeffrey C. Howe: Original descriptions. In: Freshwater and Marine Aquarium. Band 15, Nr. 1–4, 1992, S. 206.
20. 1 2 3 4  Hugo Benninger: Ist die Nachzucht des Rotkopfsalmlers schwierig? In: Die Aquarien- und Terrarienzeitschrift. Band 54, Nr. 5, 2001, S. 16–18; hier: S. 16.
21. ↑  Jacques Géry, Volker Mahnert: A new rummy-nose tetra from the Rio Negro, Brazil: Hemigrammus bleheri n. sp. (Characidae, Tetragonopterinae), with comments on Paracheirodon. In: Tropical Fish Hobbyist. Band 34, Nr. 11, 1986, S. 37–52.
22. ↑  
Juan Marcos Mirande: Morphology, molecules and the phylogeny of Characidae (Teleostei, Characiformes). In: Cladistics. Juni 2018. doi:10.1111/cla.12345
23. ↑  
G. E. Terán, M. F. Benitez, J. M. Mirande: Opening the Trojan horse: phylogeny of Astyanax, two new genera and resurrection of Psalidodon (Teleostei: Characidae). In: Zoological Journal of the Linnean Society. zlaa019. April 2020. doi:10.1093/zoolinnean/zlaa019
24. ↑  
P. S. Bittencourt, V. N. Machado, B. G. Marshall, T. Hrbek, I. P. Farias: Phylogenetic relationships of the neon tetras Paracheirodon spp. (Characiformes: Characidae: Stethaprioninae), including comments on Petitella georgiae and Hemigrammus bleheri. In: Neotropical Ichthyology. Band 18, Nr. 2, 2020, S. 1–11. doi:10.1590/1982-0224-2019-0109
25. ↑  Petitella rhodostomus im Catalog of Fishes (englisch)
26. ↑  Bundesministerium der Justiz und für Verbraucherschutz/Bundesamt für Justiz: Tierschutzgesetz.
27. ↑  Bundesgesetz über den Schutz der Tiere (Tierschutzgesetz – TSchG)
28. ↑  Tierschutzgesetz vom 16. Dezember 2005 (TSchG)
29. 1 2  Joachim Stengert: Pflege und Zucht des Peru-Rotkopfsalmlers. In: Die Aquarien- und Terrarien-Zeitschrift. Nr. 5, 1990, S. 281 ff.; hier: S. 282.
30. 1 2 3  zooroyal.de; Harro Hieronimus: Rotkopfsalmler im Portrait unter www.zooroyal.de
31. ↑  Ulrich Schliewen: How to Care for Them, Feed Them, and Understand Them (= Family Pet Series). Barron’s Educational Series, 1998, ISBN 0-7641-5084-7, S. 16.
32. ↑  Ulrich Schliewen: Aquarienfische von A bis Z. Über 300 beliebte Süßwasserfische im Porträt. Gräfe und Unzer, München 2017, ISBN 978-3-8338-5578-8, S. 42.
33. ↑  Jörg Vierke: Kleine Aquarien. Extra: Nano-Aquarien. Kosmos, Stuttgart 2010, ISBN 978-3-440-12126-9, S. 44.
34. ↑  Ulrich Schliewen: How to Care for Them, Feed Them, and Understand Them (= Family Pet Series). Barron’s Educational Series, 1998, ISBN 0-7641-5084-7, S. 91.
35. ↑  Bernd Degen: Das große Diskusbuch. Bede, Ruhmannsfelden 2008, ISBN 978-3-89860-159-7, S. 283.
36. ↑  Hugo Benninger: Ist die Nachzucht des Rotkopfsalmlers schwierig? In: Die Aquarien- und Terrarienzeitschrift. Band 54, Nr. 5, 2001, S. 16–18; hier: S. 18.
37. ↑  BGBl II Nr. 486, 2. Tierhaltungsverordnung. Abgerufen am 24. Januar 2019.
38. 1 2  BGBL II Nr. 486 Anlage 5, Mindestanforderungen an die Haltung von Fischen. Abgerufen am 24. Januar 2019.